# Eccellenza Campania 1999-2000
L'Eccellenza Campania 1999-2000 è stato il nono campionato italiano di calcio di categoria. Gestito dal Comitato Regionale Campania della Lega Nazionale Dilettanti, il torneo rappresentava il sesto livello del calcio italiano, nonché il primo livello regionale. Come nelle precedenti sei edizioni, parteciparono complessivamente trentadue squadre, divise in due gironi.
I due gironi furono vinti, rispettivamente, dall'Ercolano e dalla Scafatese, che ottennero così la promozione diretta nel nuovo campionato di Serie D; in seguito, tramite i play-off nazionali, anche il Marcianise ottenne il passaggio alla categoria superiore.

## Stagione

### Novità
Nella stagione precedente, il campionato di Eccellenza Campania si concluse con la promozione nel Campionato Nazionale Dilettanti di Pro Sangiuseppese, Real Paganese, Ottaviano, e la retrocessione in Promozione di Boys Partenopei, Sibilla, Agropoli, G. Carotenuto Mugnano; dalla categoria superiore retrocedette una squadra campana, l'Internapoli; infine, furono promosse dalla categoria inferiore quattro squadre: Virtus Baia, Capri Isola Azzurra, Montemiletto, Bertoni. A completare gli organici furono ammesse la Barrese Ester e la Sibilla.

### Formula
Il campionato era diviso in due gironi da sedici squadre ciascuno. I gironi furono compilati con criteri di tipo geografico. Sedici delle diciassette squadre dell'hinterland napoletano furono inserite nel girone A; le sei squadre della provincia di Salerno, le quattro squadre della provincia di Avellino, le quattro squadre della provincia di Caserta, e le due rimanenti squadre, rispettivamente, della provincia di Benevento e di Napoli, furono invece inserite nel girone B.
Le squadre si affrontarono in gare di andata e ritorno, per un totale di 30 incontri per squadra. Erano assegnati tre punti per la vittoria, uno per il pareggio e zero per la sconfitta. Erano promosse in Serie D le vincitrici di ciascun girone, mentre il piazzamento in seconda posizione garantiva l'accesso ai play-off nazionali. Le ultime due classificate di ciascun girone retrocedevano direttamente in Promozione. In caso di arrivo a pari punti di due o più squadre in una posizione valevole per la promozione o la retrocessione era prevista la formula dello spareggio per definire la posizione finale delle squadre.

## Girone A

### Squadre partecipanti
| Club                | Città               | Stagione 1998-1999           |
| ------------------- | ------------------- | ---------------------------- |
| Arzanese            | Arzano (NA)         | 5° in Eccellenza Campania/A  |
| Barrese Ester       | Napoli              | 2° in Promozione Campania/B  |
| Capri Isola Azzurra | Capri (NA)          | 1° in Promozione Campania/B  |
| Comprensorio Nola   | Nola (NA)           | 6° in Eccellenza Campania/B  |
| El Brazil Napoli    | Casoria (NA)        | ?                            |
| Ercolanese          | Ercolano (NA)       | 4° in Eccellenza Campania/A  |
| Internapoli         | Napoli              | 16° nel C.N.D./I             |
| Ischia              | Ischia (NA)         | 11° in Eccellenza Campania/A |
| Napoli Est          | Napoli              | ?                            |
| Portici             | Portici (NA)        | 3° in Eccellenza Campania/A  |
| Quarto              | Quarto (NA)         | 13° in Eccellenza Campania/A |
| Real Fratta Acer    | Frattamaggiore (NA) | 9° in Eccellenza Campania/A  |
| Saviano             | Saviano (NA)        | 4° in Eccellenza Campania/B  |
| Sibilla             | Bacoli (NA)         | 16° in Eccellenza Campania/A |
| Virtus Baia         | Bacoli (NA)         | 1° in Promozione Campania/A  |
| Virtus Pompei       | Pompei (NA)         | 9° in Eccellenza Campania/B  |

### Classifica finale
|                         | Pos. | Squadra             | Pt | G  | V  | N  | P  | GF | GS | DR  |
| ----------------------- | ---- | ------------------- | -- | -- | -- | -- | -- | -- | -- | --- |
| Promossa                | 1.   | Ercolanese          | 57 | 30 | 15 | 12 | 3  | 52 | 22 | +30 |
| Play-off nazionali      | 2.   | Napoli Est          | 52 | 30 | 15 | 7  | 8  | 43 | 31 | +12 |
|                         | 3.   | Portici             | 51 | 30 | 13 | 12 | 5  | 37 | 20 | +17 |
|                         | 4.   | Comprensorio Nola   | 48 | 30 | 12 | 12 | 6  | 30 | 22 | +8  |
|                         | 5.   | Virtus Baia         | 45 | 30 | 12 | 9  | 9  | 34 | 29 | +5  |
|                         | 6.   | Barrese Ester       | 43 | 30 | 11 | 10 | 9  | 34 | 19 | +15 |
|                         | 7.   | Virtus Pompei       | 41 | 30 | 11 | 8  | 11 | 31 | 37 | -6  |
|                         | 8.   | Ischia              | 40 | 30 | 10 | 10 | 10 | 26 | 28 | -2  |
|                         | 9.   | Capri Isola Azzurra | 39 | 30 | 9  | 12 | 9  | 41 | 32 | +9  |
|                         | 10.  | Internapoli         | 38 | 30 | 9  | 11 | 10 | 35 | 32 | +3  |
|                         | 11.  | Saviano             | 36 | 30 | 8  | 12 | 10 | 28 | 29 | -1  |
|                         | 12.  | Real Fratta Acer    | 36 | 30 | 9  | 9  | 12 | 24 | 29 | -5  |
|                         | 13.  | Arzanese            | 35 | 30 | 9  | 8  | 13 | 23 | 34 | -11 |
| Spareggio retrocessione | 14.  | El Brazil Napoli    | 34 | 30 | 7  | 13 | 14 | 31 | 42 | -11 |
| Retrocessa              | 15.  | Sibilla             | 34 | 30 | 9  | 7  | 14 | 20 | 29 | -9  |
| Retrocessa              | 16.  | Quarto              | 14 | 30 | 4  | 2  | 24 | 17 | 71 | -54 |

Legenda:

      Promossa in Serie D 2000-2001.

      Qualificata ai play-off nazionali.

      Retrocesse in Promozione 2000-2001.

Note:

Tre punti a vittoria, uno a pareggio, zero a sconfitta.

### Verdetti
- Ercolano promosso in Serie D.
- Napoli Est eliminato ai play-off nazionali.
- Quarto e, dopo la spareggio retrocessione, Sibilla retrocesse in Promozione.

### Spareggi

#### Spareggio retrocessione
|  | El Brazil Napoli | 2 – 0 | Sibilla |  |

## Girone B

### Squadre partecipanti
| Club            | Città                         | Stagione 1998-1999           |
| --------------- | ----------------------------- | ---------------------------- |
| Angri           | Angri (SA)                    | 3° in Eccellenza Campania/B  |
| Audax Cervinara | Cervinara (AV)                | 5° in Eccellenza Campania/B  |
| Bertoni         | Battipaglia (SA)              | 1° in Promozione Campania/D  |
| Capua           | Capua (CE)                    | 6° in Eccellenza Campania/A  |
| Gelbison        | Vallo della Lucania (SA)      | 14° in Eccellenza Campania/B |
| Gladiator       | Santa Maria Capua Vetere (CE) | 10° in Eccellenza Campania/A |
| Gragnano        | Gragnano (NA)                 | 8° in Eccellenza Campania/B  |
| Marcianise      | Marcianise (CE)               | 14° in Eccellenza Campania/A |
| Montesarchio    | Montesarchio (BN)             | 7° in Eccellenza Campania/B  |
| Montemiletto    | Montemiletto (AV)             | 1° in Promozione Campania/C  |
| Real Aversa     | Aversa (CE)                   | 8° in Eccellenza Campania/A  |
| San Marzano     | San Marzano sul Sarno (SA)    | 13° in Eccellenza Campania/B |
| Scafatese       | Scafati (SA)                  | 10° in Eccellenza Campania/B |
| Solofra Produce | Solofra (AV)                  | 12° in Eccellenza Campania/B |
| Spigolatrice    | Sapri (SA)                    | 2° in Eccellenza Campania/B  |
| Teoreo          | Montoro Inferiore (AV)        | 11° in Eccellenza Campania/B |

### Classifica finale
|            | Pos. | Squadra         | Pt | G  | V  | N  | P  | GF | GS | DR  |
| ---------- | ---- | --------------- | -- | -- | -- | -- | -- | -- | -- | --- |
| Promossa   | 1.   | Scafatese       | 69 | 30 | 20 | 9  | 1  | 49 | 21 | +28 |
| Promossa   | 2.   | Marcianise      | 63 | 30 | 18 | 9  | 3  | 50 | 19 | +31 |
|            | 3.   | Gladiator       | 58 | 30 | 17 | 7  | 6  | 42 | 17 | +25 |
|            | 4.   | Spigolatrice    | 50 | 30 | 15 | 5  | 10 | 49 | 36 | +13 |
|            | 5.   | Angri           | 49 | 30 | 13 | 10 | 7  | 52 | 26 | +26 |
|            | 6.   | Montemiletto    | 42 | 30 | 11 | 9  | 10 | 35 | 37 | -2  |
|            | 7.   | Real Aversa     | 40 | 30 | 10 | 10 | 10 | 35 | 32 | +3  |
|            | 8.   | Gragnano        | 40 | 30 | 11 | 7  | 12 | 35 | 37 | -2  |
|            | 9.   | Solofra Produce | 40 | 30 | 10 | 10 | 10 | 31 | 33 | -2  |
|            | 10.  | San Marzano     | 34 | 30 | 8  | 10 | 12 | 20 | 28 | -8  |
|            | 11.  | Teoreo          | 33 | 30 | 8  | 9  | 13 | 27 | 43 | -16 |
|            | 12.  | Capua           | 32 | 30 | 8  | 8  | 14 | 30 | 41 | -11 |
|            | 13.  | Bertoni         | 30 | 30 | 8  | 6  | 16 | 32 | 42 | -10 |
|            | 14.  | Gelbison        | 30 | 30 | 7  | 9  | 14 | 31 | 44 | -13 |
| Retrocessa | 15.  | Audax Cervinara | 25 | 30 | 5  | 10 | 15 | 25 | 45 | -20 |
| Retrocessa | 16.  | Montesarchio    | 14 | 30 | 2  | 10 | 18 | 20 | 62 | -42 |

Legenda:

      Promosse in Serie D 2000-2001.

      Retrocesse in Promozione 2000-2001.

Note:

Tre punti a vittoria, uno a pareggio, zero a sconfitta.
- Montesarchio penalizzato di 2 punti.

### Verdetti
- Scafatese e, dopo i play-off nazionali, Marcianise promosse in Serie D.
- Audax Cervinara e Montesarchio retrocesse in Promozione.